# Verenigde Autobusdiensten Gouda-Utrecht

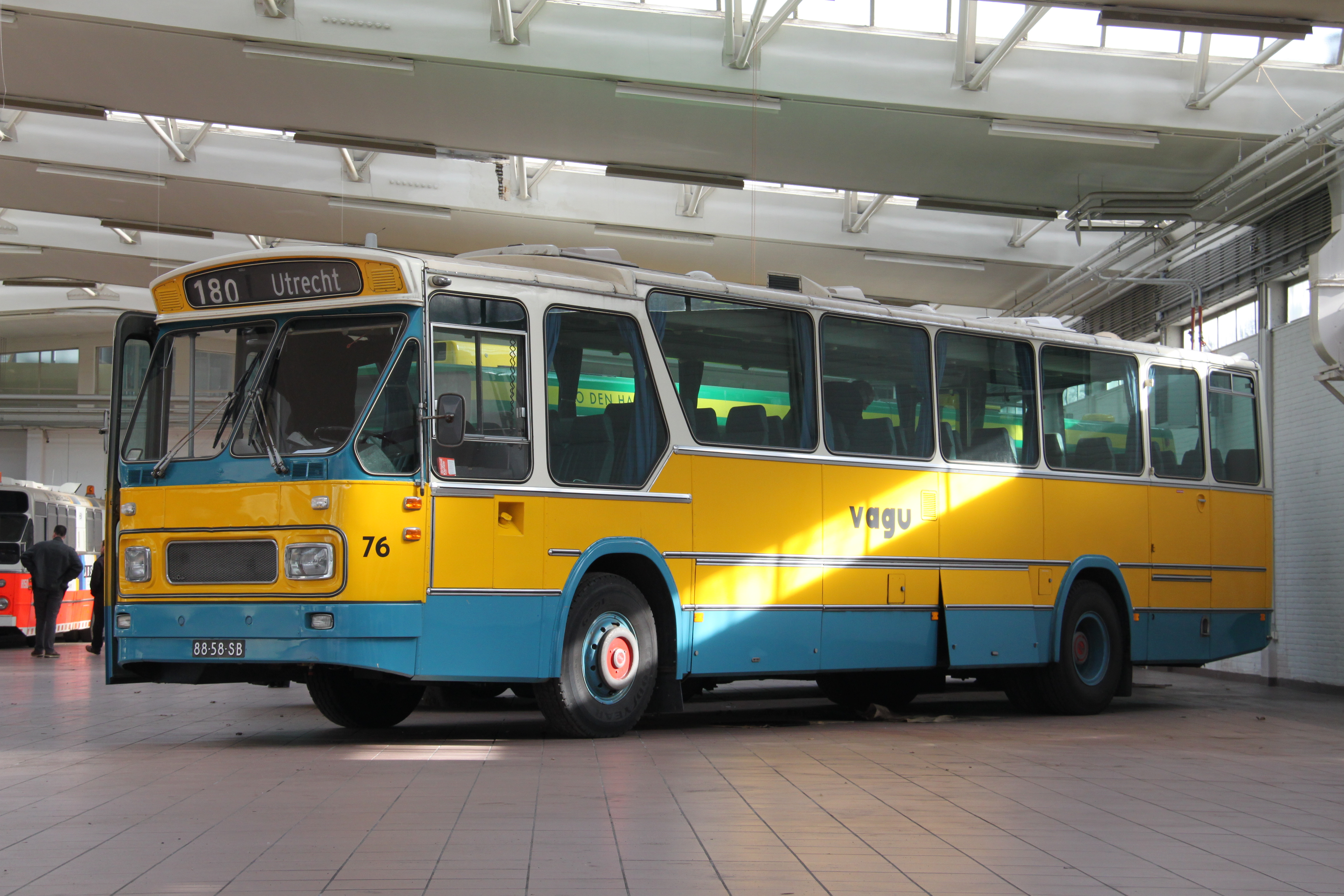
Een bus van de VAGU, thans museumbus van het Haags Bus Museum

De Verenigde Autobusdiensten Gouda-Utrecht V.A.G.U., kortweg VAGU, gevestigd te Oudewater, is een Nederlands voormalig openbaarvervoerbedrijf, in 1942 voortgekomen uit het samengaan van de busbedrijven van B. Blom te Gouda (lijn Gouda - Oudewater) en A. Zanen te Oudewater (lijn Oudewater - Utrecht).

## Geschiedenis
Dat Blom en Zanen een fusie aangingen, gebeurde onder druk van de Commissie Vergunningen Personenvervoer (CVP), die het aantal kleine autobusbedrijven wilde terugbrengen. De Verenigde Autobusdiensten Gouda - Utrecht, firma Blom en Zanen exploiteerde in de periode tussen 1942 en 1987 de streekbuslijn op de route Gouda - Oudewater - Montfoort - Utrecht. Op 27 juli 1953 werd de officiële firmanaam gewijzigd in Verenigde Autobusdiensten Gouda-Utrecht V.A.G.U., hoewel in de volksmond nog lang sprake was van Blom en Zanen. Het bedrijf was met slechts één lijn te klein voor een eigen streekvervoergebied, maar had een trajectvergunning op de grens van de gebieden van Citosa en Twee Provinciën. Een aanvraag om de lijnen Montfoort - Woerden en Montfoort - IJsselstein - Vreeswijk te mogen exploiteren werd in 1953 afgewezen door de CVP. Naast de lijndienst verzorgde de VAGU scholierenvervoer en tot 1981 ook toervervoer.
In 1945 richtten Blom en Zanen met nog vier particuliere autobusondernemingen de Stichting VALK (Verenigd Autovervoer in Lopiker- en Krimpenerwaard) op, die in 1948 opging in de Stichting CAP (Coördinatie Autovervoer Personen), die elf bedrijven telde. Doel hiervan was om samen sterker te staan tegenover de Nederlandse Spoorwegen, die via dochterondernemingen als Citosa (voorganger van Westnederland) steeds grotere invloed in het streekvervoer verwierf. Doordat een aantal CAP-bedrijven toch werd opgekocht - door de NS of door de participanten in de Twee Provinciën - verloor deze organisatie gaandeweg aan kracht en werd zij in 1968 ontbonden.
In de VALK-dienstregeling had de VAGU-lijn de letter C. In het CAP-boekje werd dit lijn 20. Vanaf het eind van de jaren zestig liet de VAGU haar lijn in de Westnederland-dienstregeling publiceren, eerst als lijn 85, later als 180. Het was een drukke lijn, waarop overdag een halfuurdienst werd gereden met in de spitsuren extra ritten. Het aantal reizigers per jaar was 284.000 in 1948 en groeide naar 612.167 in het topjaar 1965. Dat was ook het jaar waarin nieuwe bedrijfspanden in Oudewater in gebruik werden genomen.
In 1987 ging de VAGU op in Westnederland. De lijn Gouda - Oudewater - Utrecht is nu Keolis-lijn 107.

## Materieel
Het busmaterieel van de VAGU was te herkennen aan de felle kleur blauw. In de jaren zeventig werd hier het standaardgeel aan toegevoegd. Het wagenpark, waarin diverse merken vertegenwoordigd waren met een carrosserie van Van Rooijen en later meestal van Domburg (beide gevestigd te Montfoort), werd toen gestandaardiseerd op het merk Leyland. Er werd tweedehands NZH-busmaterieel aangeschaft, zoals een vijftal Leyland-Werkspoor bolramer-streekbussen, kortere Leyland-Verheul bussen en zelfs exemplaren die eigendom van de NHADO waren geweest en via NACO en NZH bij hun vierde eigenaar terechtkwamen. In de latere jaren zeventig schafte de VAGU echter ook nieuw materieel aan: Leyland-standaardstreekbussen met een zelfdragende opbouw van de carrosseriefabrieken Domburg te Montfoort en Den Oudsten te Woerden, deels via de inkooporganisatie van de ESO. In 1985 werden als laatste drie Den Oudsten-bussen op een DAF MB200-chassis aangeschaft.
Een Leyland-Den Oudsten bus van de VAGU is bewaard gebleven, bus 76 is museumbus van de Stichting Haags Bus Museum.

## Route
- Gouda — Haastrecht — Hekendorp — Oudewater — Willeskop — Montfoort — Achthoven — De Meern — De Meernbrug — Utrecht.
- Totale lengte 37 kilometer.